# Can Riera (Santa Coloma de Farners)
Can Riera és una casa de Santa Coloma de Farners (Selva) inclosa a l'Inventari del Patrimoni Arquitectònic de Catalunya.

## Descripció
L'edifici està situat a tocar de l'Eix Transversal, a uns 10 m de la balla, és una casa de grans dimensions de planta quadrangular i quatre pisos amb coberta a dues vessants amb caiguda a la façana. El portal és rectangular amb brancals i llinda de pedra que porta la inscripció: “Riera 1860”. A la dreta d'aquesta entrada, hi ha una finestra protegida amb una reixa de ferro fotjat on apareix la data de 1899 i les inicials “J.R.”. Pel que fa a les obertures de les plantes superiors són portes que devien tenir baranes de ferro, avui desaparegudes i a l'últim pis les set obertures són amb arcs de mig punt. Al costat esquerre hi ha un cos adossat amb una galeria les obertures de la qual són també d'arcs de mig punt i, a la dreta un altre cos més senzill que devia servir de magatzem. L'interior de l'edifici es troba en molt mal estat, el forjats, tan les voltes com les bigues de fusta, estan totalment enrunats, així com les escales que menen als pisos superiors. Es veuen restes de pintures decoratives a les parets i als sostres. El seu estat actual és de total abandó i procés d'enrunament.